# SSB Reihe 300
Die Reihe 300 (nach Bauer Typen 8, 9 und 11 bis 15 sowie 19.1) ist eine von der Waggonfabrik Herbrand & Cie. gebaute Serie zweiachsiger Straßenbahn-Triebwagen der Stuttgarter Straßenbahnen AG (SSB), die auf dem Netz der Straßenbahn Stuttgart zum Einsatz kam. Die Serie zeichnet sich durch die teilweise sehr große Unterschiedlichkeit der Fahrzeuge aus.

## Beschaffung, Einteilung und Beschreibung
Zwischen 1909 und 1912 wurden von den Stuttgarter Straßenbahnen AG 70 Zweiachser beschafft. Zunächst wurden diese in verschiedenen Gruppen zusammengefasst. Bei der Sortierung in „Reihen“, erfassten die SSB dann alle ihre größeren Triebwagen mit drei und vier Seitenfenstern der Baujahre 1909 bis 1914, später innerhalb der Typen 8, 9 und 11 bis 15 sowie 19.1 klassifiziert, in der „Reihe 300“. Der Großteil der innerhalb der Reihe 300 zusammengefassten Wagen entstand in den Jahren 1909/10.
Dazu gehörten sieben innerhalb der Serie 1 (Typ 8, zunächst Tw 301 bis 307, ab 1928 Tw 391 bis 397) sowie sechs innerhalb der Serie 2 (Typ 12, zunächst Tw 311 bis 316, ab 1928 Tw 351 bis 356) entstandene Wagen für den Vorortverkehr. Typ 12 erhielt jeweils drei Seitenfenster, die auch Wagen des Typs 8 ähnelten, der teilweise aus sieben abgewirtschafteten „Imperialtriebwagen“ entstanden war, die zuvor außer Betrieb genommen worden waren. Als Ersatz für diese kamen 21 im Jahr 1909 für die Hauptlinien beschaffte Triebwagen der späteren Typen 9 (ab 1928 Tw 357 bis 363) und 11 hinzu. Diese hatten jeweils drei Seitenfenster und verglaste Plattformen und erhielten die Betriebsnummern der zuvor ausgeschiedenen Zweiachser (Tw 147 bis 165). Auf ihrem Vorderdach befand sich ein kleiner Lampenkasten mit einem Milchglas, vor das Blechplatten mit ausgestanzten Liniennummern geschoben werden konnten. Darunter befanden sich emaillierte Zielschilder, ausgeführt als Drehwalzen.
Hinzu kamen 15 „Große Stadttriebwagen“ der ersten Serie (Typ 14) und weitere 15 Wagen der zweiten Serie (Baujahr 1909/10). 1912 folgte schließlich die sechs Fahrzeuge umfassende dritte Serie „Großer Stadttriebwagen“ (Tw 259 bis 264). Im Jahr 1914 traf dann die Serie 3 der Vororttriebwagen in Stuttgart ein.

## Einsatz und Verbleib

### Typ 8
Am 1. August 1909 nahmen die SSB mit den Triebwagen des späteren Typs 8 (siehe oben) den Vorortverkehr von Feuerbach nach Stuttgart und Cannstatt auf. Zuffenhausen kam Mitte September desselben Jahres hinzu. Um den unerwartet großen Andrang auf diesen Vorortlinien zu bewältigen, musste man schon bald auf Beiwagenbetrieb umstellen, wofür der Typ 8 allerdings zu schwach motorisiert war. So wurden diese 1911 durch Große Stadttriebwagen des Typs 14 und Vororttriebwagen der 2. Serie (Typ 12) abgelöst. Bevor der schwächere Typ 8 vor dem Ersten Weltkrieg schrittweise stärkere Motoren erhielt, wurden dessen Triebwagen auf weniger frequentierten E-Linien eingesetzt.
Bis Anfang der 1920er-Jahre verkehrten sie dann wieder auf den Linien 14, 15 und 16, ab 1925 dann vor allem auf der Linie 11. Nachdem die Linie 14 im Oktober 1928 bis zum Schlossplatz verlängert worden war, wurde der Typ 8 für die folgenden zwei Jahre wieder dort eingesetzt. Nachdem sie anschließend wieder ein halbes Jahr auf der Linie 11 eingesetzt wurden, folgte ihre Abstellung. Weil sich ihre Wagenkästen in einem guten Zustand befanden, entgingen sie schlussendlich der Verschrottung und die SSB ließen die Fahrzeuge 1932/33 neu und stärker motorisieren und in der Maschinenfabrik Esslingen neue Untergestelle mit längerem Achsstand anfertigen. Bis 1942 folgte anschließend ein Einsatz auf der steileren Linie 12 (Hallschlag – Cannstatt), wo die Wagen ihre stärkere Motorisierung ausfahren konnten. Dann wurde sie auf die Linie 11 (Cannstatt – Zuffenhausen) verlegt, wo sie bis zum Kriegsende unterwegs waren. Tw 392 wurde 1942 stärker umgebaut, Tw 393 fiel 1944 den Luftangriffen auf Stuttgart zum Opfer.

### Typ 9
Die Wagen des späteren Typs 9 kamen ab ihrer Indienststellung 1909 18 Jahre lang auf der Linie 1 zum Einsatz, danach für kurze Zeit auf der damaligen Linie 11 (Cannstatt Veielbrunnenweg – Obere Ziegelei). Anschließend folgt ein knapp elf Jahre langer Einsatz auf der Linie 15 (Pragwirtshaus – Nordbahnhof – Schlossplatz, teils bis Heslach) bis 1939. Bis zum Mai 1942 liefen sie dann auf der Verstärkerlinie 26E (Sillenbuch – Schlossplatz – Hedelfingen), danach auch auf anderen E-Linien. Auch hier fielen zwei Fahrzeuge 1944 den Luftangriffen auf Stuttgart zum Opfer, ein anderer erlitt bei den Bombardierungen schwere Schäden. Im Jahr 1913 hatten die Wagen des Typs 9 neue Motoren, 1924 neue Fahrschalter erhalten. 1935 waren sie neu motorisiert worden.

### Typ 12
Der spätere Typ 12 war bereits für den Einsatz auf den 1910 eingeweihten Vorortstrecken nach Untertürkheim und Hedelfingen beschafft worden und wurde demnach auf den Linien 15 (Zuffenhausen – Untertürkheim) und 16 (Feuerbach – Hedelfingen) eingesetzt. Bereits 1914 erhielten diese Fahrzeuge neue Motoren. 1917 wechselte Tw 316 zur Linie 17 (Heslach – Kaltental) und die restlichen fünf Exemplare zur Linie 4, wo sie bis Ende 1929 blieben. Anschließend wurden sie bis 1930 mit gebrauchten, aber stärkeren Motoren versehen und kamen bis 1939 auf der Linie 15 (Pragsattel – Schlossplatz – Heslach) zum Einsatz, danach drei Jahre auf der Linie 11 (Zuffenhausen – Cannstatt). Ab Mai 1942 liefen die Wagen auf der Verstärkerlinie 2E (Leipziger Platz – Ostendplatz). Alle sechs Wagen erlitten im November 1944 irreparable Kriegsschäden.

### Nachkriegszeit
Die Wagen der Reihe 300 wurden nach dem Zweiten Weltkrieg noch bis maximal 1961 genutzt. Bis heute erhalten ist lediglich Tw 340 (siehe Abschnitt „Tw 340“ im Artikel „Stuttgarter Historische Straßenbahnen“).